# 郭清泗
郭清泗（1928年—1996年），中华人民共和国政治人物。
担任全国劳模。江西萍乡高坑煤矿工。1954年，当选第一届全国人民代表大会代表。